# Promoción (deportes)
La promoción, en un sistema de ligas deportivas, es una competición que se juega entre algunos de sus equipos al finalizar la fase regular de una temporada y que sirve para determinar todos o algunos de los ascensos y descensos que se producirán de cara a la siguiente campaña.

## Tipos

### Promoción de ascenso
En una promoción de ascenso, los equipos mejor clasificados de entre los que no consiguieron el ascenso directo se enfrentan entre sí para obtener alguna de las plazas restantes que dan derecho a jugar la siguiente temporada en la categoría superior. En la Segunda División española, por ejemplo, los dos primeros clasificados ascienden directamente a Primera División, mientras que la tercera plaza de ascenso se determina mediante una promoción que disputan los equipos clasificados en tercer, cuarto, quinto y sexto puesto.

### Promoción de permanencia
En una promoción de permanencia, los equipos peor clasificados de entre los que evitaron el descenso directo se enfrenten entre sí para conseguir alguna de las plazas restantes que dan derecho a jugar en la misma división en la campaña siguiente. Es el caso de la Segunda División B en España, en la que los cuatro equipos que finalizan la fase regular en la posición decimosexta de alguno de los cuatro grupos disputan una eliminatoria a doble partido y los dos equipos vencedores conservan la categoría.

### Promoción de ascenso/descenso
En una promoción de ascenso/descenso se enfrentan equipos de dos categorías diferentes; los ganadores de la promoción obtienen el derecho a jugar en la categoría superior, mientras que el resto disputan la siguiente temporada en la división inferior. Un ejemplo de este sistema es el usado en la Bundesliga en la que el equipo clasificado en antepenúltima posición juega una promoción a doble partido contra el tercer mejor equipo de la 2. Bundesliga. El ganador juega el siguiente año en la Bundesliga, mientras que el perdedor lo hace en la 2. Bundesliga. Este sistema también fue utilizado en Argentina, habiendo tenido su primigenio en la temporada de 1990-91 y siendo disputado entre equipos de Primera B y Primera C, desde 1999 hasta su supresión en 2012, llegando a ser utilizado en todas las divisiones de la AFA.